# (5717) Damir
(5717) Damir es un asteroide perteneciente al cinturón de asteroides descubierto el 20 de octubre de 1982 por Liudmila Karachkina desde el Observatorio Astrofísico de Crimea (República de Crimea).

## Designación y nombre
Designado provisionalmente como 1982 UM6. Fue nombrado Damir en homenaje a Alim Matveevich Damir, médico y profesor de los Institutos Médicos Primero y Segundo en Moscú.

## Características orbitales
Damir está situado a una distancia media del Sol de 2,395 ua, pudiendo alejarse hasta 2,914 ua y acercarse hasta 1,876 ua. Su excentricidad es 0,216 y la inclinación orbital 2,270 grados. Emplea 1354,53 días en completar una órbita alrededor del Sol.

## Características físicas
La magnitud absoluta de Damir es 14,2. 